# Pateros
Pateros è una municipalità di Prima classe delle Filippine, situata nella Regione Capitale Nazionale. Si tratta dell'unica municipalità facente parte dell'Area metropolitana di Manila.
Pateros è formata da 10 baranggay:
- Aguho
- Magtanggol
- Martires Del 96
- Poblacion
- San Pedro
- San Roque
- Santa Ana
- Santo Rosario-Kanluran
- Santo Rosario-Silangan
- Tabacalera